# Gabriel
A Gabriel hajók elleni rakéta, melyet az Israel Aircraft Industries fejlesztett ki és gyárt. Sikeresen alkalmazták a jom kippuri háborúban. Hajókról indítható, de az Mk 3-nak légi indítású változatát is kifejlesztették. Továbbfejlesztése folyik, a Gabriel IV változata sugárhajtóművel eléri a 220 km hatótávolságot is.